# Nintendo Power
Nintendo Power — американский бумажный ежемесячный журнал, посвящённый видеоиграм от Nintendo. Изначально печатался американским отделением компании Nintendo, однако в 2009 году, начиная с выпуска № 240, права на издание были переданы компании Future US. На его страницах регулярно публиковались различные советы к играм, прохождения, подсказки, рецензии опытных обозревателей, а также новости о разрабатывающихся проектах и прочая информация.

## История
Созданию журнала способствовал успех вышедшей в Северной Америке в 1987 году игры The Legend of Zelda. В каждой коробке с игрой была приложена карточка с приглашением вступить в сообщество Fun Club, члены которого стали получать многостраничный журнал с новостями об играх Nintendo, издававшийся дважды в месяц. Одной из ценнейших для игроков информацией стали секреты по прохождению игр. Сложная и увлекательная The Legend of Zelda изобиловала различными потайными комнатами, секретными ключами и скрытыми проходами, поэтому статьи, посвящённые её прохождению были особенно ценны. Количество подписчиков Fun Club всё увеличивалось и увеличивалось: к началу 1988 года их насчитывалось уже более одного миллиона. Такое количество людей побудило тогдашнего президента Nintendo of America Минору Аракаву создать журнал Nintendo Power.
Самый первый выпуск, вышедший в июле-августе 1988 года, был посвящён игре Super Mario Bros. 2 для приставки Nintendo Entertainment System. Публикациям сопутствовал большой успех, популярность журнала быстро возросла, что позволило создателям закрепиться на этом рынке и просуществовать до сегодняшних дней. В декабре 2012 года вышел последний номер журнала и его издание было прекращено.
Ежегодно сотрудниками журнала проводился конкурс на выявление величайшей игры года, каждый желающий может выразить своё мнение на официальном сайте, и затем на основе этого голосования составляется список лучших из лучших (при этом в конкурсе участвуют только те игры, которые имеют отношение к фирме Nintendo). В разные годы Nintendo Power печатал комиксы, посвящённые наиболее популярным видеоиграм, в числе которых Battletoads, Super Metroid, Pokémon и многие другие.

## Победители в номинации «Игра года»
- 1988: Zelda II: The Adventure of Link (NES)
- 1989: Teenage Mutant Ninja Turtles (NES)
- 1990: Super Mario Bros. 3 (NES)
- 1991: Super Mario World (SNES)
- 1992: Street Fighter II: The World Warrior (SNES)
- 1993: Mortal Kombat (SNES)
- 1994: Donkey Kong Country (SNES)
- 1995: Chrono Trigger (SNES)
- 1996: Super Mario 64 (N64)
- 1997: GoldenEye 007 (N64)
- 1998: The Legend of Zelda: Ocarina of Time (N64)
- 1999: Donkey Kong 64(N64)
- 2000: The Legend of Zelda: Majora's Mask (N64)
- 2001: Super Smash Bros. Melee (GCN)
- 2002: Metroid Prime(GCN)
- 2003: The Legend of Zelda: The Wind Waker (GCN)
- 2004: Metroid Prime 2: Echoes (GCN)
- 2005: Resident Evil 4 (GCN)
- 2006: The Legend of Zelda: Twilight Princess (GCN/Wii)
- 2007: Super Mario Galaxy (Wii)
- 2008: Super Smash Bros. Brawl (Wii)
- 2009: Kingdom Hearts 358/2 Days (NDS) (читатели) / New Super Mario Bros. Wii (Wii) (журнал)
- 2010: Super Mario Galaxy 2 (Wii)
- 2011: The Legend of Zelda: Skyward Sword (Wii)

## Интересные факты
В 33 выпуске 2 сезона, The Angry Video Game Nerd сделал обзор на журнал Nintendo Power времен NES.